# بينيل (مرسية)
بلدية بينيل (بالإسبانية: Beniel) هي بلدية تقع في منطقة مرسية جنوب شرق إسبانيا.

## الديموغرافيا
بلغ عدد سكان بلدية بينيل 11.068 نسمة عام 2011 (وفقاً للمعهد الوطني الإسباني للإحصاء).
| 7.862 | 7.974 | 8.962 | 9.814 | 10.294 | 10.933 | 11.068 |